# پیسفول پاینز (کالیفرنیا)
پیسفول پاینز (به انگلیسی: Peaceful Pines) یک منطقهٔ مسکونی در ایالات متحده آمریکا است که در شهرستان آلپاین، کالیفرنیا واقع شده‌است. پیسفول پاینز ۱٬۸۹۲ متر بالاتر از سطح دریا واقع شده‌است.